# Théophile Nare
Théophile Nare (ur. 7 lipca 1966 w Yargo) – burkiński duchowny katolicki, biskup Kaya od 2019.

## Życiorys

### Prezbiterat
Święcenia kapłańskie przyjął 8 lipca 1994 i został inkardynowany do archidiecezji Koupéla. Po kilkuletnim stażu wikariuszowskim odbył studia biblijne w Rzymie, Jerozolimie i Paryżu. Po powrocie do kraju został administratorem archikatedry, a w kolejnych latach był wykładowcą w seminariach w Wayalghin (2006–2011) oraz w Koumi (2011–2018).

### Episkopat
7 grudnia 2018 papież Franciszek mianował go biskupem ordynariuszem diecezji Kaya. Sakry udzielił mu 2 marca 2019 nuncjusz apostolski w Burkina Faso – arcybiskup Piergiorgio Bertoldi.